# Nag Champa

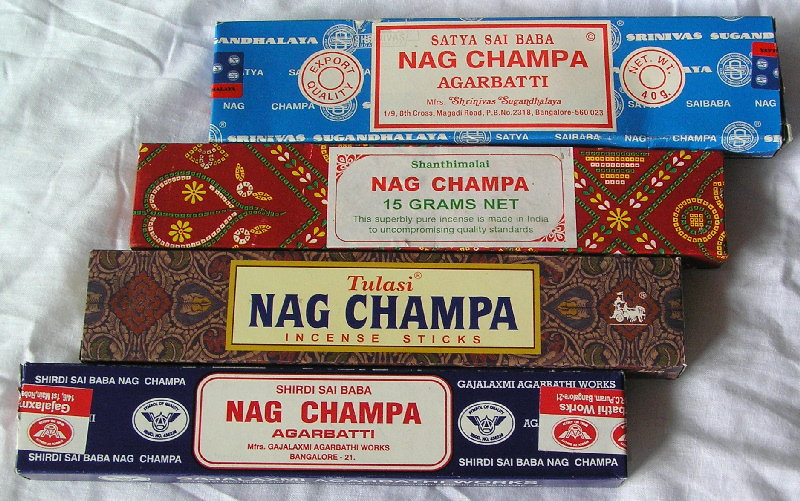
Nag Champa

Nag Champa è una fragranza originaria dell'India, composta principalmente da legno di sandalo e plumeria con alcune varianti dipendenti dai vari produttori. È utilizzata per la produzione di bastoncini di incenso (in Hindi Agarbatti (अगरबत्ती)), olii, saponi, profumi o candele.